# The Geographical Journal
The Geographical Journal est une revue scientifique britannique, à comité de lecture, éditée par la Royal Geographical Society (RGS) depuis 1831.
Elle a la diffusion la plus élevée  dans son domaine et édite des travaux de recherche originaux et des articles synoptiques au-delà de la géographie. Avant le XXIe siècle, la revue fut employée comme le rapport de la RGS avec les informations de la Society éditées à côté des articles. Cependant, depuis 2000, le journal s'est concentré sur la recherche concernant l'environnement et le développement et ne contient plus d'informations de la Society, mais édite toujours l'assemblée générale de la RGS[réf. nécessaire].
En 1999, Lynne Frostick, géographe siège au comité éditorial de la revue.